# Castelvetro Piacentino
Castelvetro Piacentino (emilián nyelven Castelvédar) település Olaszországban, Emilia-Romagna régióban, Piacenza megyében. Lakosainak száma 5243 fő (2023. január 1.). Castelvetro Piacentino Gerre de’ Caprioli, Monticelli d’Ongina, Spinadesco, Stagno Lombardo, Villanova sull’Arda és Cremona községekkel határos.

## Népesség
A település lakossága az elmúlt években az alábbi módon változott:
| Lakosok száma | 5379 | 5331 | 5243 |
|               | 2017 | 2018 | 2023 |